# Knahrvorn
Knahrvorn er Anders Ands uudholdelige nabo (eller også er det Anders der er uudholdelig). Han er i enkelte historier blevet kaldt Nabo Nielsen eller Trælsen.
Han dukkede første gang op i en historie af Carl Barks i juli 1943. Da han er Anders' nabo, bor han enten på Paradisæblevej 109 eller 113. 
Hans familie er sjældent på besøg, da de er lige så irriterende som ham, ja faktisk mere endda. Man ved at han har familie, men de bor utrolig langt væk fra ham. Den mest kendte fra hans familie er hans tante, som ofte ringer til ham.

## Knahrvorn på andre sprog
- Norsk: Nabo Jensen
- Svensk: (Olle) Olsson
- Finsk: Teppo Tulppu Herra Muristo
- Engelsk: Neighbor (J) Jones
- Tysk: Nachbar Nickel/Nachbar Schurigl / Herr Zorngiebel
- Italiensk: Vicino Jones/Signor Bombarda
- Portugisisk: Silva
- Nederlandsk: Buurman Bolderbast